# Années 960 av. J.-C.
Les années 960 av. J.-C. couvrent les années de 969 av. J.-C. à 960 av. J.-C.

## Événements

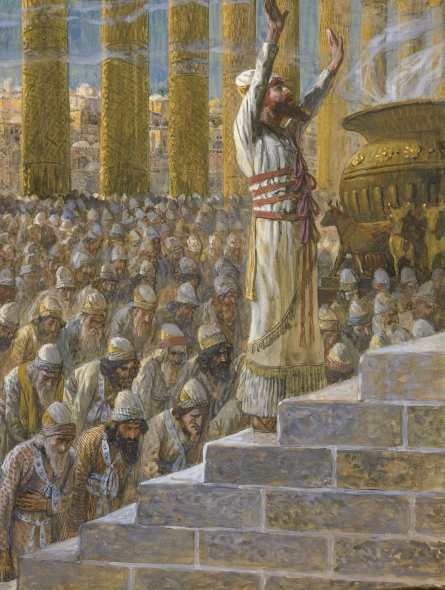
Salomon dédicace le Temple, gouache de James Tissot, v. 1896-1902.

- 970-931 av. J.-C. : dates supposées du règne de Salomon, roi d’Israël[1]. À son avènement, Salomon liquide les partisans de son demi-frère Adonias. Le prêtre Abyatar est exilé, Joab exécuté[2]. Le pharaon Siamon profite de la mort de David pour organiser une expédition en Palestine. Il prend et détruit Gézer. Mais devant l’armée de Salomon, il préfère une paix de compromis. Il donne sa fille en mariage à Salomon avec pour dot Gézer[3]. Salomon s’engage probablement à ne pas attaquer la pentapole philistine. Il organise vraisemblablement une expédition militaire à Hamat et Zoba pour contrôler Tadmor (Palmyre) et la route des caravanes[4]. Selon la Bible, il entreprend de grands travaux dans Jérusalem avec l’aide des Phéniciens : construction du temple de Salomon (969/959 av. J.-C.), du palais royal, le Millo et du mur d’enceinte[5]. Il aurait également fait fortifier et construire des écuries à Gezer, Hazor et Megiddo. Il semble devoir attribuer aux Omrides (885-853 av. J.-C.) la construction des édifices publics des deux dernières villes, notamment les écuries de Megiddo[6].

- Vers 969-935 av. J.-C. : règne de Hiram Ier, roi de Tyr[1]. Salomon renouvelle l’alliance avec Hiram Ier de Tyr. Il construit avec lui une flotte, le temple, un palais royal, des places fortes. Selon la Bible, les Tyriens font du commerce avec Tarshish et leurs navires apportent de l’or au roi Salomon, gendre du roi Hiram de Tyr[7].
- 967-935 av. J.-C. : règne de Teglath-Phalasar II, roi d’Assyrie[1].

- 962 av. J.-C. : assassinat de Nuadu Finn Fáil, roi légendaire d'Irlande depuis 1002 av. J.-C.[8]. Bres Rí lui succède.